# چوچاوخاسا
چوچاوخاسا (به اسپانیایی: Chuchaujasa) یک کوه در پرو است که در منطقه کوسکو واقع شده‌است. چوچاوخاسا ۴٬۸۰۰ متر بالاتر از سطح دریا واقع شده‌است.